# Emil Albes
Friedrich Emil Albes (né le 30 octobre 1861 à Pyrmont, mort le 22 avril 1923 à Berlin) est un acteur, metteur en scène et réalisateur allemand.

## Biographie
Emil Albes est le fils du chanteur d'opéra August Albes (1822-1900). Il commence sa carrière d'acteur à l'âge de vingt ans à Elbing. Il a des engagements à Freiberg, Reichenbach, Köslin, Wesel, Zittau, Hanau, Göttingen et Stettin.
En 1891, il fait ses débuts en tant que metteur en scène à Göttingen. En 1898, après Hambourg, il travaille comme metteur en scène au Central-Theater de Berlin. À partir de 1911, il travaille comme acteur et metteur en scène pour le cinéma, ce qui est nouveau à l'époque. Il incarne des messieurs âgés soit drôles, soit dignes et met en scène à la fois des comédies et des drames.

## Filmographie
Acteur
- 1911 : Zigeunerblut
- 1911 : Die Verräterin
- 1911 : Nachtfalter
- 1911 : Im großen Augenblick
- 1911 : Eine von Vielen (acteur et réalisateur)
- 1912 : Sklave der Liebe (acteur et réalisateur)
- 1912 : Das Geheimnis von Monte Carlo  (acteur et réalisateur)
- 1912 : Der Dritte (acteur et réalisateur)
- 1912 : Der elektrische Funke (acteur et réalisateur)
- 1912 : Die Macht des Goldes
- 1912 : Die arme Jenny
- 1912 : Zu Tode gehetzt
- 1912 : Der Totentanz
- 1912 : Komödianten
- 1912 : Die Papierspur (acteur et réalisateur)
- 1912 : Die Revolutions-Hochzeit (acteur et réalisateur)
- 1912 : Die rote Jule (acteur et réalisateur)
- 1912 : Madeleine (acteur et réalisateur)
- 1912 : Va Banque (acteur et réalisateur)
- 1912 : Zwischen zwei Herzen (acteur et réalisateur)
- 1913 : Die Augen des Ole Brandis
- 1913 : Das schwarze Los
- 1913 : Alt-Heidelberg, Du feine …
- 1914 : Die Grenzwacht im Osten
- 1914 : Die Launen einer Weltdame
- 1914 : Bedingung – Kein Anhang!
- 1915 : Die Rache des Blutes
- 1915 : O, du mein Österreich
- 1915 : Fluch der Schönheit
- 1916 : Die Wunderlampe des Hradschin
- 1916 : Der Pfad der Sünde
- 1917 : Das Spitzentuch der Fürstin Wolkowska
- 1918 : Fesseln
- 1918 : Das Mädchen aus der Opiumhöhle
- 1918 : ...um eine Stunde Glück
- 1918 : Der Weg, der zur Verdammnis führt
- 1919 : Der Weg, der zur Verdammnis führt, 2. Teil. Hyänen der Lust
- 1919 : Der Pfad der Sünde
- 1919 : Veritas vincit
- 1919 : Morphium
- 1919 : Das Tor der Freiheit
- 1921 : Pariserinnen
- 1921 : Eine Weiße unter Kannibalen
- 1922 : Sie und die Drei
- 1922 : Tingeltangel
- 1922 : Der schwarze Montag
- 1923 : Die Sonne von St. Moritz
- 1924 : Dudu, ein Menschenschicksal

Réalisateur
- 1911 : Lenchens Geburtstag
- 1911 : Mensch, bezahle deine Schulden
- 1911 : Der Sieg des Hosenrocks
- 1911 : Sündige Liebe
- 1911 : Gescheitert
- 1912 : Sklave der Liebe
- 1912 : Otto Reutter will Schauspieler werden
- 1912 : Madeleine
- 1912 : Der geheimnisvolle Pierrot
- 1912 : Der Tod und die Mutter
- 1912 : Fürstenliebe
- 1912 : In letzter Stunde
- 1912 : Kauft Watteschäfchen...
- 1912 : Die Papierspur
- 1912 : Versiegelte Lippen
- 1912 : Wenn Frauen lieben
- 1912 : Wie Brüderchen und Schwesterchen das Christkind besuchten
- 1913 : Die Heldin von St. Honorée
- 1913 : Das Töpfchen
- 1913 : Joly
- 1913 : Kasperl-Lotte
- 1914 : Eine Nacht im Mädchenpensionat
- 1914 : Der Sängerkrieg im Löwenkäfig
- 1914 : Der andere Student von Prag
- 1914 : Die Grenzwacht im Osten
- 1914 : Fräulein Barbier
- 1914 : Mein Name ist Spiesecke
- 1915 : O, du mein Österreich
- 1915 : Adam, wo bist Du?
- 1915 : Die Rache des Blutes
- 1915 : Der überfahrene Hut
- 1917 : Das Licht in der Nacht
- 1917 : Prinz Waldemar und Waldemar Prinz
- 1918 : Harry wird Millionär
- 1918 : Herbstzauber
- 1919 : Die Bademaus
- 1919 : Karlchen auf der Brautschau
- 1919 : Karlchen wird eingeseift
- 1920 : Leute ohne Kinder
- 1920 : Hoppla, Herr Lehrer
- 1920 : Alarmtopf
- 1921 : Trick-Track
- 1921 : Die Dame im Koffer
- 1921 : Der Liebeskorridor